# Бадам-бура
Бадам-бура (азерб. badambura, badam — мигдаль, bura — пиріжок), бадам пурі —  азербайджанські східні солодощі у вигляді пісочного печива, посипані цукровою пудрою, з начинкою з меленого мигдалю, цукру і кардамону .